# Тадевосян, Егише Мартиросович
Егише Мартиросович Тадевосян (Татевосян) (арм. Եղիշե Թադևոսյան; 24 сентября 1870, Вагаршапат — 22 января 1936, Тбилиси) —армянский живописец. Заслуженный деятель искусств Армянской ССР (1935).

## Биография
Учился в гимназии при Лазаревском институте в Москве, затем в Московском училище живописи, ваяния и зодчества, окончил его в 1894 году.
Участвовал в выставках Товарищества передвижных художественных выставок. Состоял в дружеских отношениях с Василием Поленовым, вместе с последним в 1898 году совершил путешествие в Палестину, и впоследствии многократно путешествовал по Ближнему Востоку. Позже участвовал в выставках «Мира искусства». До 1901 года жил в Москве, затем в Тифлисе, преподавал живопись. В ранний период творчества находился под влиянием Вардкеса Суренянца, но в 1900-е годы начал использовать в своём творчестве пуантилизм и экспрессионизм.
В 1916 году организовал и возглавил Союз художников Армении.
В 1935 году присвоено звание Заслуженного деятеля искусств Армянской ССР.
Похоронен в Пантеоне им. Комитаса в Ереване.
Работы Тадевосяна хранятся в Государственной картинной галерее Армении, Государственном музее искусств Грузии, Государственном музее искусства народов Востока (Москва), в музее-заповедника В. Поленова, а также в частных собраниях.

## Память
- Именем Тадевосяна названы улица в Ереване, школа художеств в Эчмиадзине.[3]
- В 2015 г. в округе Шенгавит г. Еревана был установлен бюст художника.[4]
- В честь 150-летия со дня рождения художника Центральный банк Армении выпустил памятную монету в 100 драмов[5].

## Главные произведения
- «Поклонение кресту» (1901)
- «Художник и толпа» (1909)
- «Богоматерь» (1918)
- «Христос и фарисеи» (1919)
- «Комитас» (1935).

## Галерея
- Поклонение кресту (1901)
- Женщина, читающая в саду (Портрет Жюстины, жены художника) (1903)
- Гений и толпа (1909)
- Гора Арарат со стороны Эчмиадзина (1895)
- Гарни (1934)
- Севанский остров (1934)
- Гора Арагац (1917)
- Севан ночью
- Севанский остров с запада (1899)
- Комитас (1936)
- Храм Рипсимэ. Эчмиадзин (1913)
- Канал и гондола (1905). Почтовая марка Армении (2020)
- Автопортрет (1933). Почтовая марка Армении (2020)